# Periodismo preventivo
El Periodismo Preventivo es una disciplina periodística que pretende analizar las crisis y conflictos desde un punto de vista integral, desde sus orígenes hasta su estallido y posteriores repercusiones. 
El enfoque del Periodismo Preventivo también busca dar mayor relevancia mediática a aquellos actores que propongan soluciones a las crisis.
Este enfoque supone una crítica de facto del periodismo convencional, considerado por los adherentes al periodismo preventivo como demasiado focalizado en la noticia descontextualizada y en los actores beligerantes.
El origen del término es posiblemente atribuible a Kofi Annan 1, que mencionó la necesidad de un periodismo de este tipo sin llegar a desarrollar, sin embargo, sus características.
El Instituto de Periodismo Preventivo y Análisis Internacional (IPPAI), con sede en Madrid señala como funciones del Periodismo Preventivo:
1-Anticiparse a los acontecimientos que pudieran desembocar en un conflicto armado, crisis institucional, crisis social, crisis humanitaria, crisis de derechos humanos y/o crisis medioambiental.
2-Informar del desarrollo de dichas situaciones poniendo especial atención en los esfuerzos que se estén realizando, tanto por las partes implicadas como por mediadores externos y otros actores de relevancia en el entorno de estas situaciones.
3-Realizar un seguimiento de los acontecimientos una vez finalizados, informando de las posibilidades de que se reproduzcan y bajo qué circunstancias esto sería posible.